# Periglazial
Periglazial (zusammengesetzt aus altgriechisch περί peri ‚um, herum‘ und lateinisch glacies ‚Eis‘) bezeichnet in der physischen Geographie und Geologie die landschaftsprägende Wirkung von Frost und diese begleitende  geomorphologischen Prozesse, die mit Schnee, fließendem Wasser und Wind verbunden sind. Die verschiedenen geomorphologischen Prozesse, die in unvergletscherten Gebieten auftreten, werden durch Auftauen und Gefrieren von Bodeneis geprägt, das permanent, saisonal oder täglich auftreten kann. Die Frostwirkung muss dabei eine so starke Intensität zeigen, dass sie in der Landschaft nachweisbar ist. Gebiete periglazialer Landschaften liegen überwiegend im kontinentalen Tundrenklima. Das Adjektiv periglazial kennzeichnet sowohl die entsprechenden klimatischen Bedingungen als auch die unter diesen Bedingungen ablaufenden geomorphologischen Prozesse. Auch Hochgebirge zwischen der Subarktis und den inneren Tropen weisen zwischen Schneegrenze und Waldgrenze Landschaften auf, in denen periglaziale Prozesse stattfinden; diese Gebiete, in denen sich durch höhere Niederschlagssummen und größere Reliefenergie Bodenfließen (Solifluktion) ausbildet, werden oft als Solifluktionsstufe (= "Periglazialstufe") bezeichnet. Ebenso wie in der Tundra sind Boden- und Vegetationsentwicklung mit spezialisierten Anpassungen von Pflanzen (alpine Frost-Schuttvegetation, Schneetälchen-Gesellschaften) gegeben.

## Der Begriff Periglazial
Der Begriff „periglazial“ wurde 1909 von Lozinski geprägt und sollte geomorphologische Prozesse und die dabei entstandenen Oberflächenformen in der direkten Umgebung von Gletschern bezeichnen. Diese enge räumliche Bindung an die direkte Umgebung von Gletschern ist heute nicht mehr Bestandteil der Definition, da der entscheidende Faktor des Periglazials das permanente, saisonale oder diurnale Bodeneis ist. Gefrieren und Auftauen des Bodens durch Frostwechsel bedingt dann die periglaziale Morphodynamik. Vom Frost dominierte Gebiete können weit entfernt von heutiger oder vorzeitlicher Vergletscherung vorkommen, so zum Beispiel im zentralen Sibirien. Der durch diesen Bedeutungswandel missverständlich gewordene Begriff Periglazial wurde beibehalten, da sich Versuche einer neuen Terminologie (insbes. Washburn: „Geocryology“) nicht durchsetzen konnten.
In den 1960er Jahren wurde der Begriff von Tricart und Cailleux sowie Péwé neu definiert. Ihre Definition zeigt bis heute Nachwirkungen: Diese Autoren banden den Begriff ‚Periglazial‘ an das Vorkommen von Permafrostboden. Dies hatte den Vorteil, dass die Grenzen der Periglazialgebiete relativ einfach bestimmt werden konnten. In der deutschsprachigen, allgemein-geomorphologischen Literatur hat sich diese Definition auch teilweise erhalten, unter den Fachwissenschaftlern wird sie aber heute einhellig abgelehnt, was auch dem internationalen Literaturstand entspricht. Der Grund dieser Ablehnung ist in der Tatsache zu finden, dass zwei der wichtigsten, von allen Autoren zu den periglazialen gezählten geomorphologischen Prozesse (Gelifluktion und Kryoturbation, s. u.) eindeutig nicht auf Gebiete mit Permafrost beschränkt sind.
Somit wird heute mehrheitlich Periglazial nach dem Vorkommen mindestens dieser beiden Prozesse abgegrenzt. Allerdings führt dies zwar zu einer in Bezug auf die geomorphologischen Abläufe und Prozesse stimmigen Definition, erschwert aber eine exakte Grenzziehung, da im Gegensatz zur zweijährigen, stichprobenartigen Beobachtung des Permafosts nun aufwändige Messungen des Prozessgeschehens erforderlich wären. Zwar entstehen durch die genannten Prozesse sehr spezifische Oberflächenformen, jedoch ist oft kaum zu entscheiden, ob diese rezent entstanden sind oder unter vorzeitlichen, ehemals periglazialen Bedingungen.
Die Mehrdeutigkeit des Begriffs hat dazu geführt, dass verschiedentlich Versuche unternommen wurden, Teilaspekte durch neue Benennungen vom Gesamtkomplex des Periglazials abzutrennen. So wurde der Begriff „Paraglazial“ für die direkte Umgebung von Gletschern eingeführt, in der ja neben der periglazialen i. e. S. auch die glaziale Formung bzw. deren Fernwirkungen durch Schmelzwässer eine bedeutende Rolle spielen. In der deutschen Fachsprache findet sich der Begriff „periglaziär“, mit dem die periglazialen Prozesse zusammengefasst werden. All diese Begriffe konnten sich allerdings kaum durchsetzen.

## Voraussetzungen

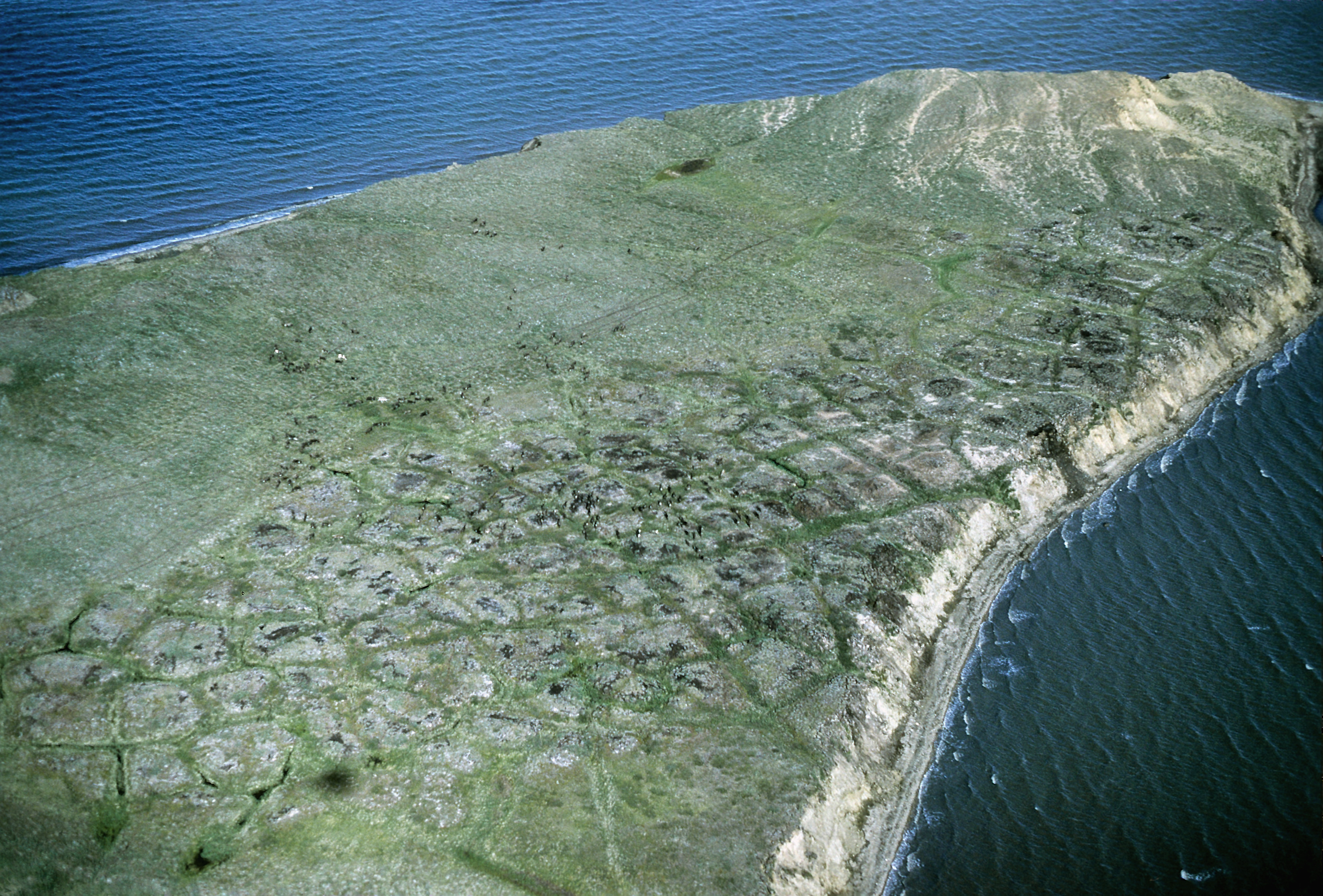
Halbinsel an der Küste des Arktischen Ozeans, Mackenziedelta-Region. Eine Caribouherde weidet in den großen Eiskeilpolygonen.

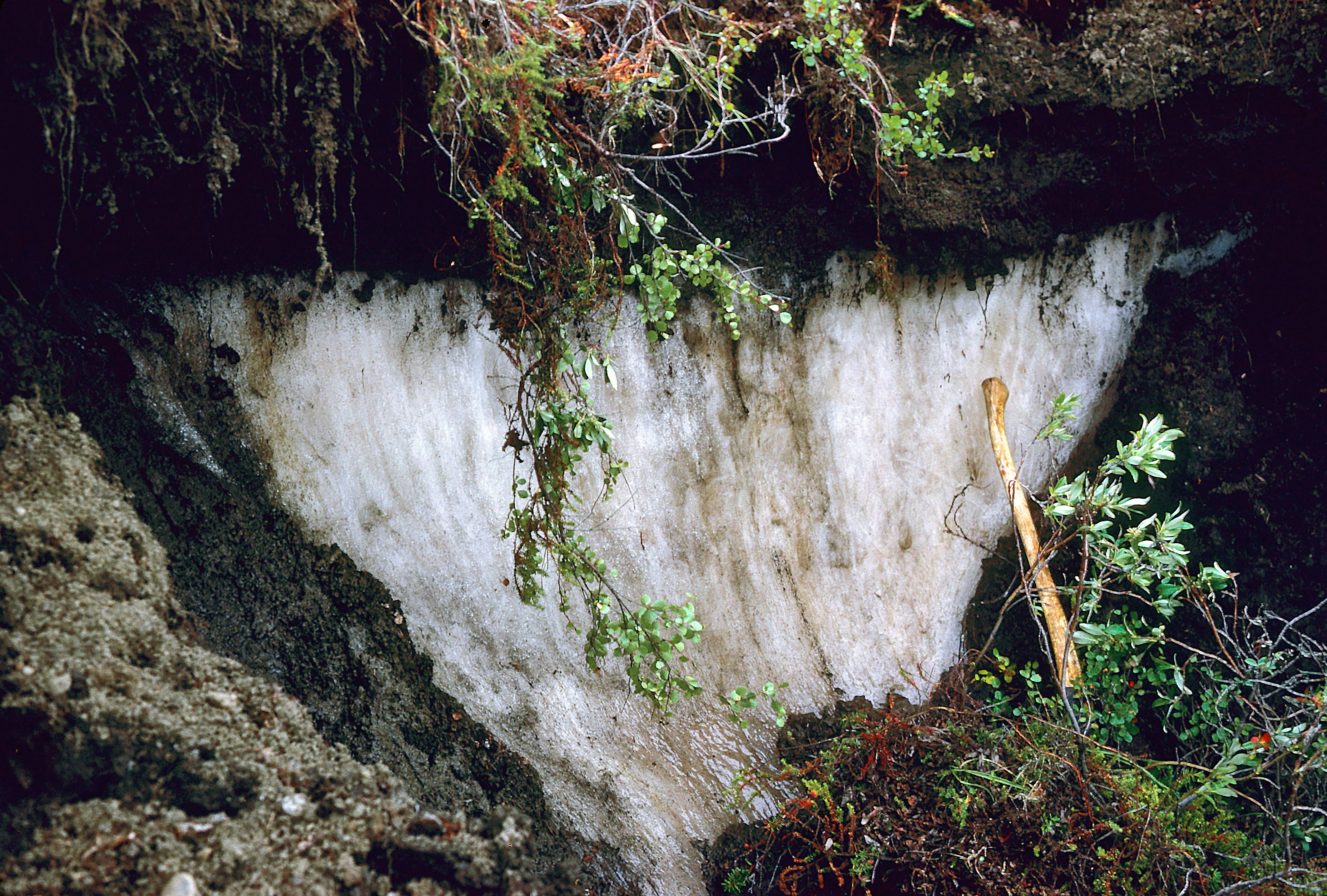
Detail aus dem Innern eines Pingos mit Injection-Eis. Es handelt sich hier nicht um einen Eiskeil.

Für die Periglaziale Morphodynamik ist Temperatur nur bedingt das entscheidende Kriterium. Damit sich Frosterscheinungen landschaftsprägend auswirken sind Bodenfeuchtigkeit, Gesteinslithologie, Bodentextur, und Verbreitung von Gestein in Regolithgröße entscheidend. Frostwechsel von Luft- und Bodentemperatur sind somit auch nur stellvertretende physikalische Größen für Frost-Tau Zyklen im Bodeneis, die aufgrund ihrer einfacheren Messung oft als bestimmende Größen genommen wurden. Dabei sind Produktion, Präsenz und Schmelzen von Bodeneis eigentliche Kenngrößen, die nicht über ein einfaches Temperatur-Kriterium bestimmbar sind. Erst über bestimmte Bodeneigenschaften werden Wechselwirkung mit Frostwechsel in periglaziale Prozesse übertragen.

## Periglaziale Prozesse

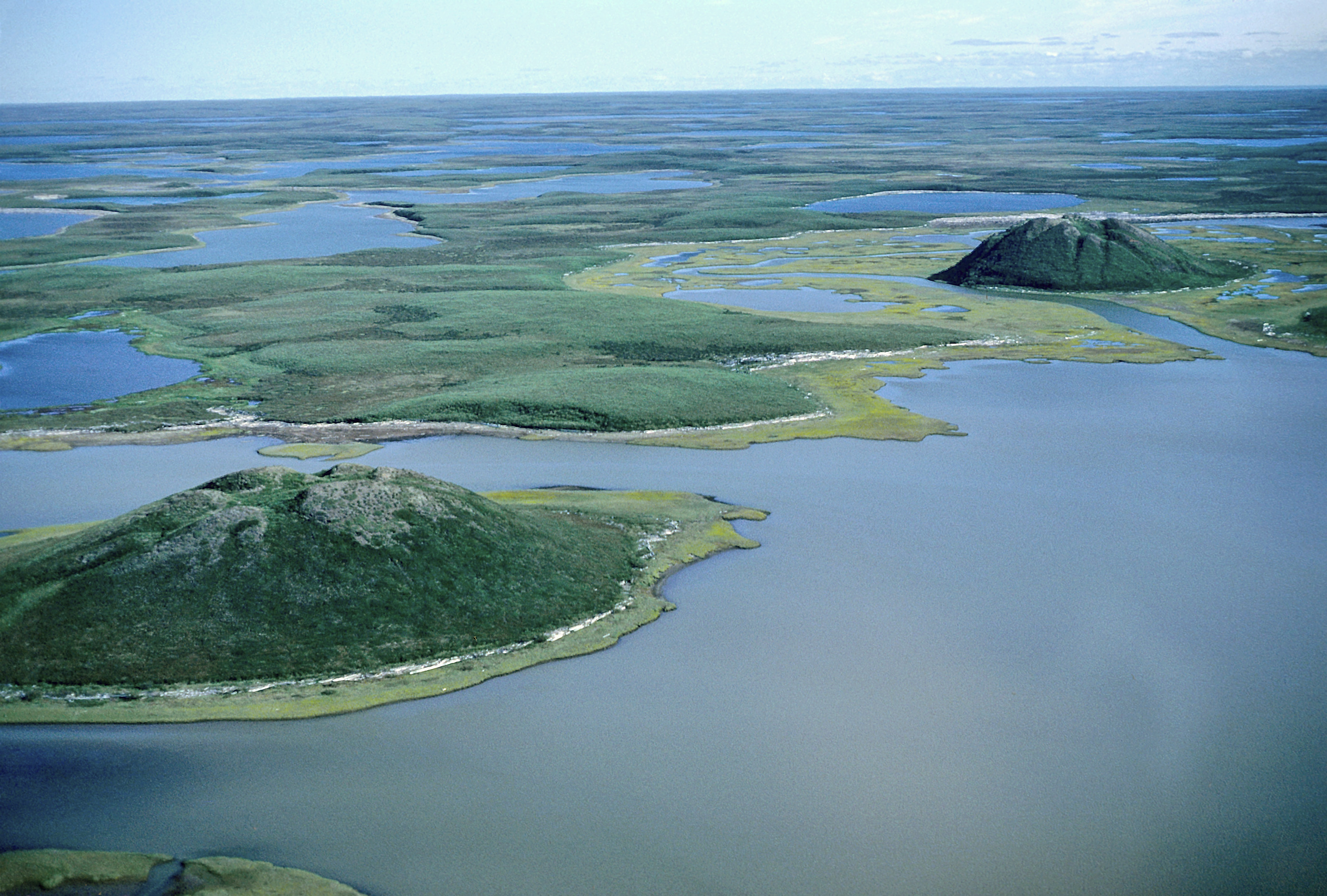
Zwei closed-system Pingos im Mackenziedelta. Schwemmholz entlang den Strandlinien ist gut zu erkennen und kommt sehr häufig vor.

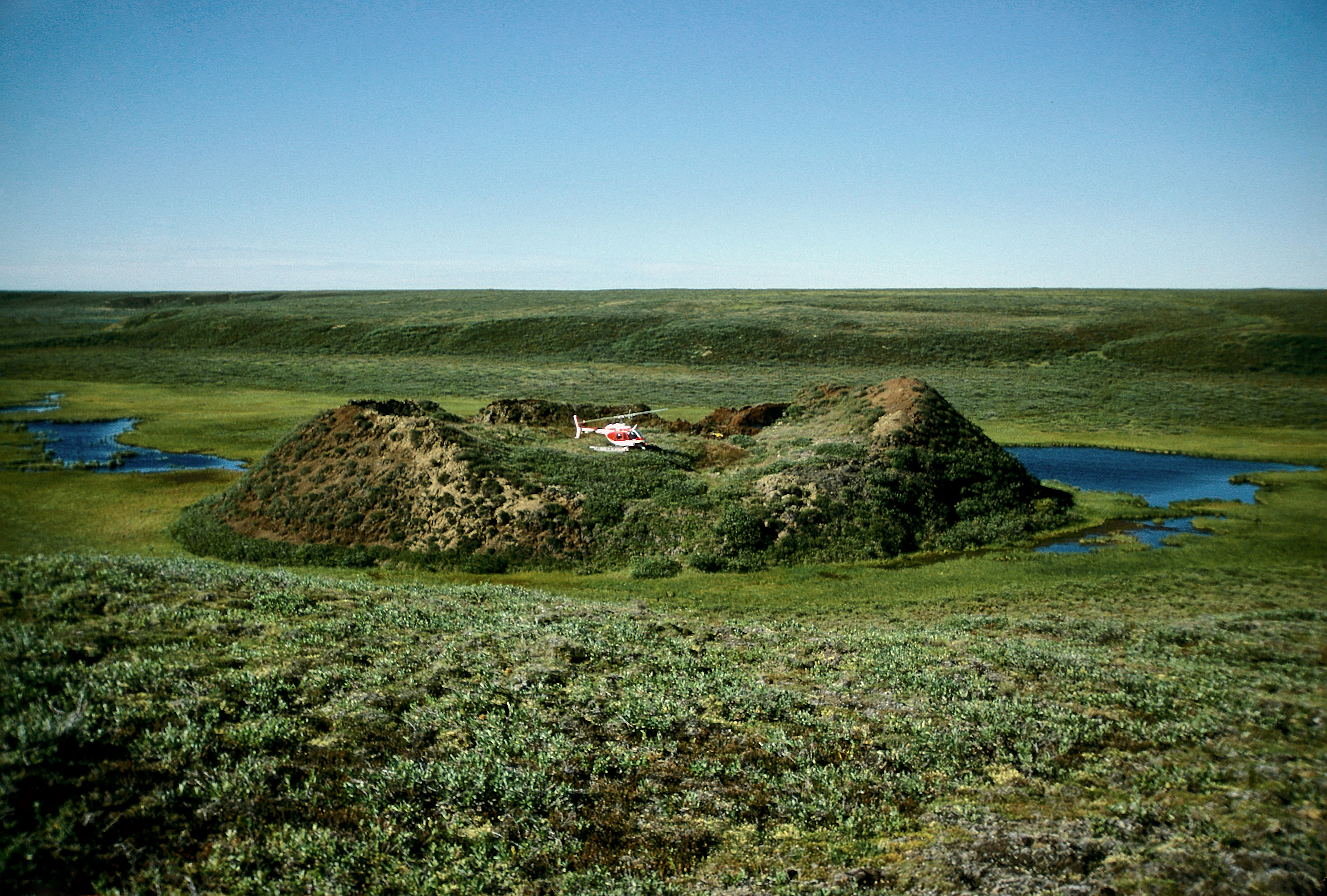
Kollabierter “closed-system Pingo” im Mackenziedelta (Hubschrauber als Maßstab). Die Umrisse des entleerten Sees (Ursache für den Pingo) sind noch gut zu erkennen.

Periglaziale Prozesse sind charakterisiert durch einen permanent oder jahreszeitlich gefrorenen Unterboden. Im Sommer wird der Oberboden aufgetaut (Auftauboden) und damit anfällig für fluviale Erosionsprozesse, für Massenselbstbewegungen und bei größerer Trockenheit auch für Deflation. Diese Prozesse schaffen charakteristische Sedimente und geomorphologische Erscheinungsformen.
Die Prozesse lassen sich untergliedern in solche, die mit keiner oder allenfalls kleinflächiger Verlagerung von Substrat verbunden sind, also im Wesentlichen auf flaches Relief beschränkt sind:
- Frostverwitterung,
- Kryoturbation durch Frosthub,
- Tieffrostschwund im Permafrostboden, der zu Volumensverlusten bei Eistemperaturen unter ca. −20 °C führt,
- Eisintrusion, die dazu führt, dass das Porenvolumen des betroffenen Sediments nicht mehr ausreicht, das durch Gefrieren vergrößerte Eisvolumen aufzunehmen, so dass sich Eislinsen oder -schichten ausbilden, die durch ihr Wachstum Druck auf die umgebenden Substrate ausüben (Frostschub und -stauchung); bei starker (gefrorene Seesedimente mit primär hoher Mächtigkeit und großen Wassergehalten) und insbesondere nachhaltiger (artesisch oder thermal) Wasserzufuhr, können dabei auch Großformen (Pingos) entstehen,
- Bildung von Segregationseis, bei der durch hygroskopische Wanderung des Porenwassers zur Gefrierfront hin Eislinsen oder -lagen im Substrat entstehen, welche die Effekte der Eisintrusion noch erheblich verstärken können,
- Thermokarst,

und in Prozesse mit räumlicher Verlagerung von Material, also an geneigten Hängen oder im Hangfußbereich, wo sich die Einflüsse eines nahegelegenen Hangs auswirken, oder an vegetationsfreien Arealen, die dem Wind Angriffsmöglichkeiten bieten:
- Gelifluktion,
- Nivation,
- Lawinenabgang,
- Periglaziale Spüldenudation (siehe Denudation),
- Deflation.

## Periglaziale Formen
Periglaziale Formen im engeren Sinn sind solche, die in dieser Form nur in Periglazialgebieten auftreten und die eng entweder zumindest an saisonalen Bodenfrost gebunden sind:
- Frostmusterboden,
- Taschenboden,
- Thufur (isl.), ein bis zu 2 m durchmessender und ½ m hoher, rundlicher Hügel, der in der Regel einen Kern aus Segregationseis besitzt, das das darüber liegende Substrat aufgewölbt hat,[17]
- Nivationsnische, die lokal entsteht, wo Schneehalden über längere Zeit die Nivation fördern,
- Schneehaldenmoräne (Protalus Rampart), eine Spezialform der Blockhalden, die sich im Winter in einiger Entfernung von der Wand ablagert, aus der das Material gestürzt ist, das aber dann noch über eine Schneehalde über den Wandfuß hinaus weiterrollt,[18]

oder üblicherweise mit Permafrost verbunden sind:
- Pingo,
- Palsa,
- Blockgletscher,
- Eiskeil, der sich in Form von polygonalen Eiskeilnetzen auch als Oberflächenform erkennen lässt,
- Frostmusterböden und Taschenböden werden dann als Phänomene des Permafrosts angesehen, wenn sie Größen >60 cm erreichen.[19]

Im weiteren Sinn werden Formen zu den periglazialen gerechnet, die auch unter anderen Bedingungen entstehen können, die aber in Periglazialgebieten gehäuft auftreten oder durch die periglazialen Bedingungen besonders gefördert werden:
- Talterrassen sind in den Mittelbreiten weitgehend klimatisch gesteuert entstanden und wurden durch tektonische Prozesse allenfalls modifiziert. Sie gehen auf eine zyklische Abfolge bestimmter periglazialer Prozesse zurück. So führt der Beginn einer Kaltzeit bei noch relativ warmen und damit ergiebigen Quellen der Feuchtigkeit (Ozeanen) aber schon gestörter Vegetation zu starken, zeitlich konzentrierten Schmelzwasserabflüssen, die sich in den Flüssen durch Lateral- und Tiefenerosion äußern. Mit abnehmenden Abflussmengen gewinnt die Gelifluktion an Bedeutung, wodurch die Flüsse quasi in Sediment ‚ertrinken’, welches sie nicht mehr vollständig weiter transportieren können. Im Spätglazial führt die Klimaerwärmung zum Schmelzen des kaltzeitlich gespeicherten Permafrosts und damit wieder zum Einschneiden der Flüsse. Durch den mehrfachen Wechsel im Verlauf des Pleistozäns sind in den meisten Tälern der ehemaligen Periglazialgebiete gestufte Talquerprofile entstanden, die die Abfolge von Eintiefung und Schotterakkumulation spiegeln.[20] Gletscherschmelzwässer können diese Prozesse unterstützen, sind aber für die Entstehung von Talterrassen nicht notwendig. Die Grundrisse der kaltzeitlichen Flüsse waren üblicherweise verzweigt, was die breite Ausbildung der meisten Talböden erklärt.
- Hangdellen sind meist kleine, muldenartige Tälchen, die von Schneeschmelzwässern in Hänge eingetieft wurden.[21]
- asymmetrische Täler weisen einen steil und einen flacher geneigten Talhang auf. Es gibt für sie mehrere Erklärungsansätze, von denen die Theorie einer Unterspülung des steileren Talhangs durch einen infolge Windeinwirkung abgedrängten Stromstrich[12] die meisten, wenn auch nicht alle Fälle erklären kann.
- Dünen
- Lößdecken
- Windkanter

## Periglaziale Sedimente
Auch die Sedimente ließen sich in ausschließlich periglaziale und in solche gliedern, die bevorzugt, aber nicht nur unter periglazialen Bedingungen entstehen. Da aber nur die Deckschichten eindeutig periglazial entstanden sind und dies bereits für den Löß zumindest strittig ist, unterbleibt diese Differenzierung hier:
- periglaziale Deckschichten (periglaziale Lagen) sind Sedimente, die im Wesentlichen durch Gelifluktion entstehen, bei denen aber teilweise noch eine Beimengung von äolischem Sediment eine Rolle spielt.[12][23]
- Löss
- Blockhalden
- Flugsand
- Spülsedimente
- Schotterkörper der Flussterrassen

Diese Sedimente können durch Phänomene wie Eiskeile oder Froststauchungen überprägt sein, wodurch ihre Interpretation als periglaziale Sedimente gestützt wird.

## Periglazialgebiete
Als Periglazialgebiete bezeichnet man Gebiete, in denen periglaziale Prozesse wirken.
Periglazialgebiete finden sich heute in den Polar- und Subpolargebieten der Erde (Arktis, Nordamerika, Nordasien, Nordskandinavien und unvergletscherte Bereiche der Antarktis).
Aufgrund der Temperaturabnahme mit der Höhe besitzen alle Hochgebirge eine periglaziale Höhenstufe (in den Tropen: >4000 m ü.d.Meer; in mittleren Breiten, z. B. den Alpen: >2000 m ü.d.Meer). Insgesamt sind rund 25 % der Festlandfläche der Erde von Permafrost bedeckt, der Anteil der Periglazialgebiete ist also noch größer.
In den Kaltzeiten des Eiszeitalters dehnten sich die Periglazialgebiete weit äquatorwärts aus und schlossen zum Beispiel ganz Mitteleuropa ein. Auf diese Weise wurden in Mitteleuropa auch Landschaften umgeformt, die nicht von Inlandeis bedeckt waren, und in denen somit periglaziale Formen und Ablagerungen heute noch weit verbreitet sind.

## Periglazialklima
Periglazialklimate sind Klimate, die periglaziale Prozesse ermöglichen.
Eine Definition des Periglazialraums in seiner Gesamtheit durch exakte klimatische Messgrößen ist nicht möglich, da letztlich das Zusammenspiel mehrerer klimatischer Parameter (neben Temperatur auch Schneebedeckung, Wasserhaushalt u. v. a.) mit azonalen Einflüssen (Relief, Substrat) über das Zustandekommen periglazialer Prozesse und Formen entscheidet. Einen Versuch der Typisierung der Periglazialgebiete auf der Grundlage von zonaler Lage, Kontinentalität und Höhenlage in Verbindung mit einer Zuordnung klimatischer Grenzwerte zu den einzelnen Typen unternahm Karte 1979.